# Brittiska och utländska bibelsällskapet
Brittiska och utländska bibelsällskapet är ett av världens äldsta bibelsällskap. 
Sällskapet stiftades 1804, på uppmaning av prästen Thomas Charles i Wales samt under nitisk medverkan av baptistpredikanten Joseph Hughes, den tyske predikanten Steinkopf och den anglikanske John Owen. Dess syfte är att över hela jorden och på alla språk utbreda bibeln eller delar därav, utan noter, förklaringar eller anmärkningar. Sällskapet trädde i förbindelse med förut befintliga föreningar med likartat syfte, men upprättade även flera tusen filialer och agenturer i och utanför England. Det gav också anledning till att bibelsällskap grundades utanför Storbritannien: i Nürnberg och Basel (stiftade 1804; sammanslagna 1806), Berlin (1806; 1814 omdanat till "det preussiska"), Württemberg (1812), Holland (1815), Sankt Petersburg (1812; 1826 upphävdes det, dock fick den protestantiska avdelningen fortsätta sin verksamhet), Finska bibelsällskapet (1812), Danska (1814), Svenska (1815), Norska (1816), Amerikanska i New York (1816), med flera. Brittiska bibelsällskapets verksamhet har tidvis mött motstånd. Exempelvis har kritiker ogillat föreningen med dissenters och ett påstått inkräktande på äldre sällskaps verksamhet. Den så kallade apokryfstriden 1825-27 hotade till och med sällskapets existens. Den avgjordes genom ett beslut att sällskapet varken självt skulle ge ut bibeln med apokryferna eller understödja något annat sällskap som gjorde det. Detta hade till följd, att många sällskap skilde sig från det brittiska och att nya, självständiga, upprättades.